# Finnische Badmintonmeisterschaft 2011
Die Finnische Badmintonmeisterschaft 2011 fand vom 4. bis zum 6. Februar 2011 in Vantaa statt.

## Sieger und Platzierte
| Disziplin    | Gold                         | Silber                          | Bronze                         |
| ------------ | ---------------------------- | ------------------------------- | ------------------------------ |
| Herreneinzel | Ville Lång                   | Eetu Heino                      | Oskari Saarinen                |
| Herreneinzel | Ville Lång                   | Eetu Heino                      | Kasper Lehikoinen              |
| Dameneinzel  | Nanna Vainio                 | Airi Mikkelä                    | Jenny Nyström                  |
| Dameneinzel  | Nanna Vainio                 | Airi Mikkelä                    | Riikka Sinkko                  |
| Herrendoppel | Ville Lång Mikko Vikman      | Pekka Ryhänen Iwo Zakowski      | Henrik Hakulinen Juha Katila   |
| Herrendoppel | Ville Lång Mikko Vikman      | Pekka Ryhänen Iwo Zakowski      | Kalle Koljonen Lauri Nuorteva  |
| Damendoppel  | Saara Hynninen Sanni Rautala | Mathilda Lindholm Jenny Nyström | Hilja Korhonen Sara Tuomala    |
| Damendoppel  | Saara Hynninen Sanni Rautala | Mathilda Lindholm Jenny Nyström | Leena Löytömäki Elina Väisänen |
| Mixed        | Anton Kaisti Jenny Nyström   | Eetu Heino Sanni Rautala        | Henrik Hakulinen Sara Tuomala  |
| Mixed        | Anton Kaisti Jenny Nyström   | Eetu Heino Sanni Rautala        | Iikka Heino Mathilda Lindholm  |